# Fusarinsäure
Fusarinsäure ist ein Picolinsäure-Derivat, der als Sekundärmetabolit der pflanzenschädigenden Schimmelpilze der Gattung Fusarium und der Art Gibberella fujikuroi gebildet wird.
Fusarinsäure hat herbizide, insektizide und antibakterielle Wirkungen. Es ist für Pflanzen ein Welketoxin (verursacht vorzeitiges Welken), auf den tierischen Organismus wirkt es aber nur schwach toxisch. Es hemmt die Dopamin-β-Hydroxylase (ein Enzym das Dopamin zu Noradrenalin konvertiert), hat eine blutdrucksenkende Aktivität und hat Einfluss auf die Membraneigenschaften von Zellen. Sie wirkt teilweise synergistisch mit anderen Mykotoxinen wie z. B. Deoxynivalenol (DON). Daher ist ihre Bedeutung als Mykotoxin noch nicht vollständig geklärt.

## Geschichte
Fusarinsäure wurde erstmals 1934 von Teijiro Yabuta an der Universität Tokyo als ein Metabolit des reisschädigenden Pilz Gibberella fujikuroi (Fusarium moniliforme) identifiziert.